# Coal-Tax-Säule

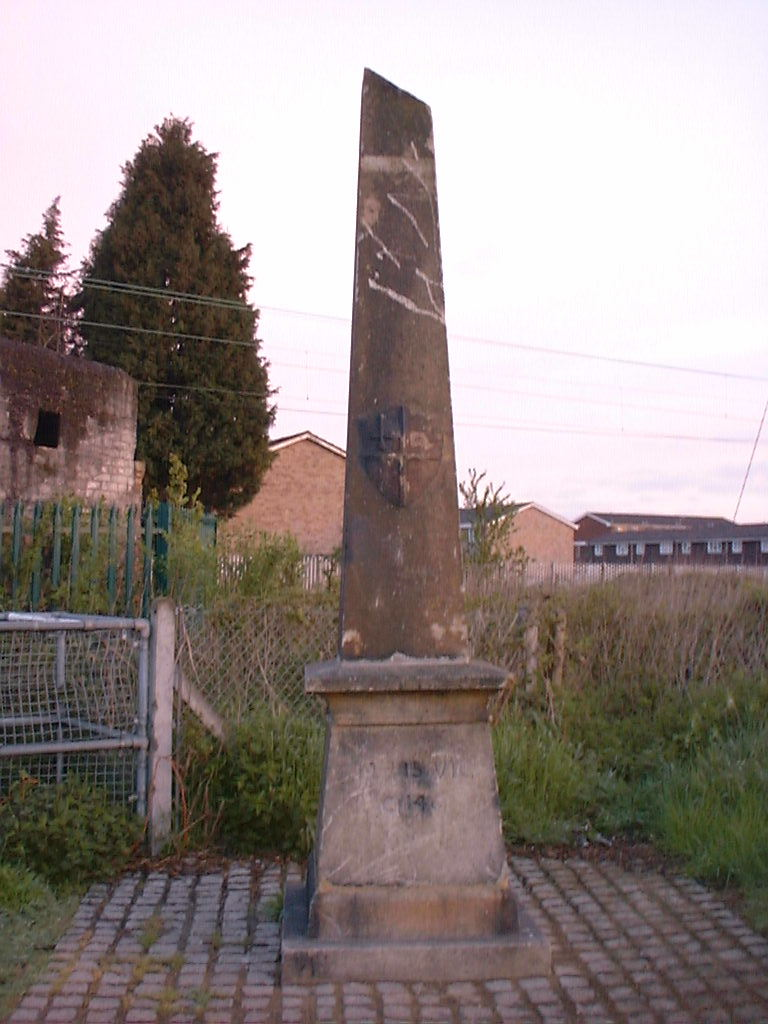
Coal-Tax-Obelisk an der Eisenbahn in Wormley, Hertfordshire. Die Inschrift lautet: 14 & 15 VIC C 146. Sie zeigt, dass er ursprünglich an der Grenze von 1851 errichtet wurde, später aber auf die Grenze von 1861 versetzt wurde.

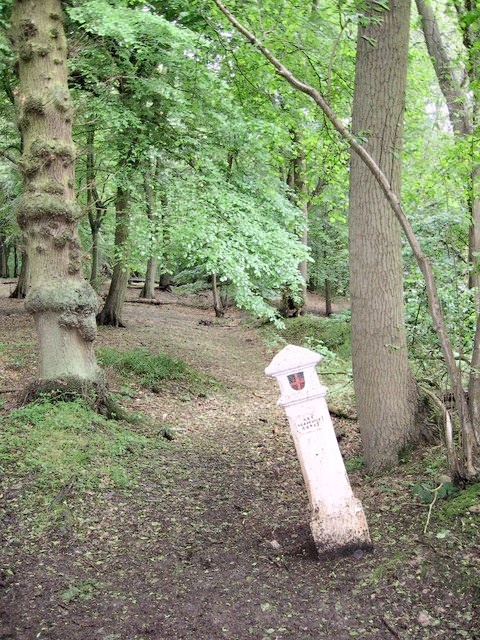
Kein Weg war zu klein für die Säulen. Dieser Pfosten steht im Wormely Wood in Hertfordshire.

Coal-Tax-Säulen sind Grenzpfähle, von denen es nun noch ungefähr 210 von ursprünglich 280 gibt. Sie wurden in den 1860er Jahren aufgestellt und bildeten einen unregelmäßigen Kreis im Umfang von 12–18 Meilen (etwa 18–24 km) um London, innerhalb der eine Steuer auf Kohle an die City of London Corporation gezahlt werden musste.

## Geschichte
Kohle, die in die City of London gebracht wurde, wurde seit dem Mittelalter mit einer Steuer belegt. Da die Kohle ursprünglich auf dem Wasserweg transportiert wurde, war die Steuereinnahme relativ einfach. Der Port of London, innerhalb dessen die Steuern erhoben wurden, erstreckte sich weiter als die eigentlichen Grenzen der City of London entlang der Themse vom Yantlet Creek (bei Gravesend) bis nach Staines.
Im 19. Jahrhundert nahm der Handel über Kanäle und mit der Eisenbahn zu und verschiedene Gesetze wurden vom englischen Parlament erlassen, um diese neuen Transportwege ebenfalls in die Steuer mit einzubeziehen. 1845 wurde die Steuergrenze in einer Entfernung von 20 Meilen (rund 36 km) vom General Post Office in London, von Langley im Westen bis nach Gravesend im Osten und von Ware im Norden bis nach Redhill im Süden gezogen. Ein Gesetz aus dem Jahr 1851 erlaubte es, Grenzsteine aufzustellen, die die Steuergrenze anzeigten. Es wurden dazu etwa 50 Steine errichtet.
1861 wurde der London Coal and Wine Duties Continuance Act 1861 vom Parlament beschlossen, der das Gebiet auf das Gebiet des Metropolitan Police District und die City of London beschränkte. Dies Gebiet erstreckte sich von Colnbrook im Westen bis nach Crayford Ness an der Mündung des River Darent im Osten und von Wormley im Norden nach Banstead Heath im Süden. Neue Grenzsteine (etwa 280 insgesamt) wurden aufgestellt, um das Gebiet anzuzeigen, innerhalb dessen die Steuer erhoben wurde. Die Grenzsteine tragen einen Bezug auf das Gesetz mit der der Angabe des Regierungsjahrs der Königin und dem Hinweis auf den Abschnitt des Gesetzes. So lautet eine Inschrift: 24 & 25 VICT CAP 42. In einigen Fällen, besonders bei Grenzsteinen an Eisenbahnlinien und Kanälen, wurden die Steine, die für das erste Gesetz gemacht worden waren, auch für die neue Grenze verwendet. Auch wenn der Name des Gesetzes eine Weinsteuer erwähnt, haben diese Grenzsteine nichts mit einer Weinsteuer zu tun, die allein im Hafen von London erhoben wurde. Eine Bezeichnung als Kohle-und-Weinsteuer-Steine ist daher unzutreffend.
Die Aufgabe dieser Grenzsteine war es anzuzeigen, wo die Grenze verlief, innerhalb der die Kohlesteuer erhoben wurde, so dass niemand sich auf Unwissenheit berufen konnte, um die Abgabe nicht zu zahlen. Meistens wurden die Steuern aber nicht direkt an der Grenze erhoben. Eine Ausnahme bildete der Grand Junction Canal. Hier kassierten Zollbeamte die Steuer zunächst am Grove Park in Hertfordshire. Nach der Verlegung der Grenze wurde ein Zollhaus am Stockers Lock bei Rickmansworth gebaut. In anderen Fällen berechneten die Eisenbahn- und Kanalgesellschaften oder Kohlenhändler die Steuer und zahlten direkt an die Corporation of London. Den Eisenbahngesellschaften wurde ursprünglich unbesteuerte Kohle für ihre Lokomotiven zugestanden.

## Typen von Grenzsteinen
Es gibt insgesamt fünf verschiedene Typen von Grenzsteinen für die Coal-Tax-Säulen.
1. Granitobeliske etwa 1,2 m hoch, neben Kanälen und schiffbaren Flüssen.
2. Eisensäulen ungefähr 1,2 m hoch. Diese ist die Mehrzahl der Grenzmarkierungen. Die Säulen stehen neben Straßen, aber auch neben Feld- und Fußwegen, manchmal in der freien Landschaft.
3. Eisenkästen oder -tafeln, quadratisch ungefähr 230 mm Seitenlänge, die in Brückenpfeiler von Straßenbrücken eingebaut wurden
4. Stein- oder Eisenobeliske, ungefähr 4,5 m hoch, neben Eisenbahnstrecken. Sie wurden auf der ursprünglichen Grenze aufgestellt und auf der Grenze von 1861 wiederverwendet.
5. Eisenobeliske, ungefähr 1,75 m hoch, neben Eisenbahnstrecken nach 1865 aufgestellt.

Fast alle Säulen tragen das Wappenschild der City of London, manchmal sogar das vollständige Wappen. Die meisten der eisernen Säulen sind weiß gestrichen. Das Kreuz und das Schwert des Wappens werden in Rot hervorgehoben. Einige Säulen sind aber auch schwarz vom Schmutz der Jahre. Die meisten Säulen sind Grade II geschützte Denkmale.

## Verwendung der Einnahmen
Die City of London hatte seit dem Mittelalter das Recht, Gebühren für das Wiegen der Kohle zu erheben, die in den Hafen von London kam. Nach dem Great Fire of London von 1666 erließ das Parlament verschiedene Gesetze zur Erhebung von Steuern, die zum Teil dem Wiederaufbau zugutekommen sollten. Zwar waren einige Abgaben allgemeinen Wiederaufbauaufgaben zugeordnet, doch die Mehrzahl kam dem Wiederaufbau von St Paul’s Cathedral und den Kirchen der Stadt zugute. Nach der Fertigstellung von St Paul’s wurden die Abgaben an die Kommission zum Bau von fünfzig neuen Kirchen geleitet. 1718 wurde die Abgabe in eine allgemeine Regierungabgabe umgewandelt, auch wenn Teile noch immer für kirchliche Aufgaben wie den Neubau der Gravesend Church 1730 verwendet wurden. Während der napoleonischen Kriege wurde die Steuer mehrfach erhöht, um für den Krieg zu zahlen. Staatliche Steuern auf Kohle wurden 1831 abgeschafft.
Am Ende des 17. Jahrhunderts schuldete die City of London vor allem Stiftungen für die Waisen der Freeman of the City große Summen Geld. 1694 überzeugte die City of London das Parlament den Act for the Relief of the Orphans and other Creditors of the City of London zu erlassen, der es erlaubte, auf verschiedenen Wegen Geld einzunehmen, darunter auch die Kohlesteuer. Dieses Gesetz war der Vorläufer des Gesetzes, nach dem die Säulen aufgestellt wurden. In der Mitte des 18. Jahrhunderts wurden die Einnahmen aus dem Gesetz dazu genutzt, öffentliche Arbeiten in London und nicht nur der City of London zu bezahlen. Dazu gehörten die Blackfriars Bridge, Straßenbauarbeiten im Bereich Temple Bar und der Ratcliffe Highway, aber auch Gerichtsgebäude wie Old Bailey und das Middlesex Sessions House in Clerkenwell. 1803 wurde eine weitere Abgabe eingeführt, um den Kohlenmarkt in London zu finanzieren.
Die Verwendung von Geld aus der Kohleabgabe finanzierte öffentliche Arbeiten auch im 19. Jahrhundert. So wurden der Neubau der Royal Exchange und der Bau der New Oxford Street so bezahlt. Nach der Schaffung des Metropolitan Board of Works (MBW) 1855 wurde der Großteil der Einnahmen an dieses abgeführt. Damit wurde ein einheitliches Abwassersystem in London und das Thames Embankment gebaut. Der Abgabenanteil der City wurde für den Bau von Cannon Street und dem Holborn Viaduct genutzt.
in den 1870er Jahren wurden die Einnahmen eingesetzt, um eine Reihe von Brücken über die Themse zollfrei zu machen. Dies waren die Brücken in Kew, Kingston upon Thames, Hampton Court, Walton upon Thames und Staines sowie Brücken in Chingford und Tottenham Mills über den River Lea.

## Das Ende der Abgabe
Die Kohlesteuer war immer unbeliebt und wurde immer wieder angegriffen. Der Widerstand richtete sich gegen eine Steuer auf ein lebensnotwendiges Gut und die Besonderheit, dass die Steuer nur in London und nicht im Rest des Landes gezahlt werden musste. Ungewöhnlich war auch, dass die Steuer im Metropolitan Police District erhoben wurde, der sehr viel größer war als das Gebiet, in dem die Einnahmen ausgegeben wurden. Mit dem Wachsen der Vorstädte klagten die Einwohner zunehmend darüber, dass sie eine Abgabe zahlen mussten, von der sie wenig oder überhaupt keinen Nutzen hatten. Darum beschloss das Parlament 1868, die genannten Brücken von einem Brückenzoll zu befreien.
In den 1880er Jahren wollten die City of London und das MBW die Abgabe weiter erheben, auch wenn der öffentliche Widerstand zunahm. Aber als das MBW 1889 durch das London County Council ersetzt wurde, beschloss das County Council die Erhebung nicht länger aufrechtzuerhalten. Ein Gesetz wurde verabschiedet, das die Kohlesteuer abschaffte, die zuletzt 1890 erhoben wurde. Die Abschaffung stieß auf Widerstand; ein Parlamentsausschuss befand 1887, dass Unterschriften auf einer Liste zur Beibehaltung der Steuer gefälscht worden waren.
Die Coal-Tax-Säulen repräsentieren die letzte Zeit einer Steuer, die für über 300 Jahre erhoben wurde und die knapp 30 Jahre nach deren Errichtung abgeschafft wurde.